# Convalle

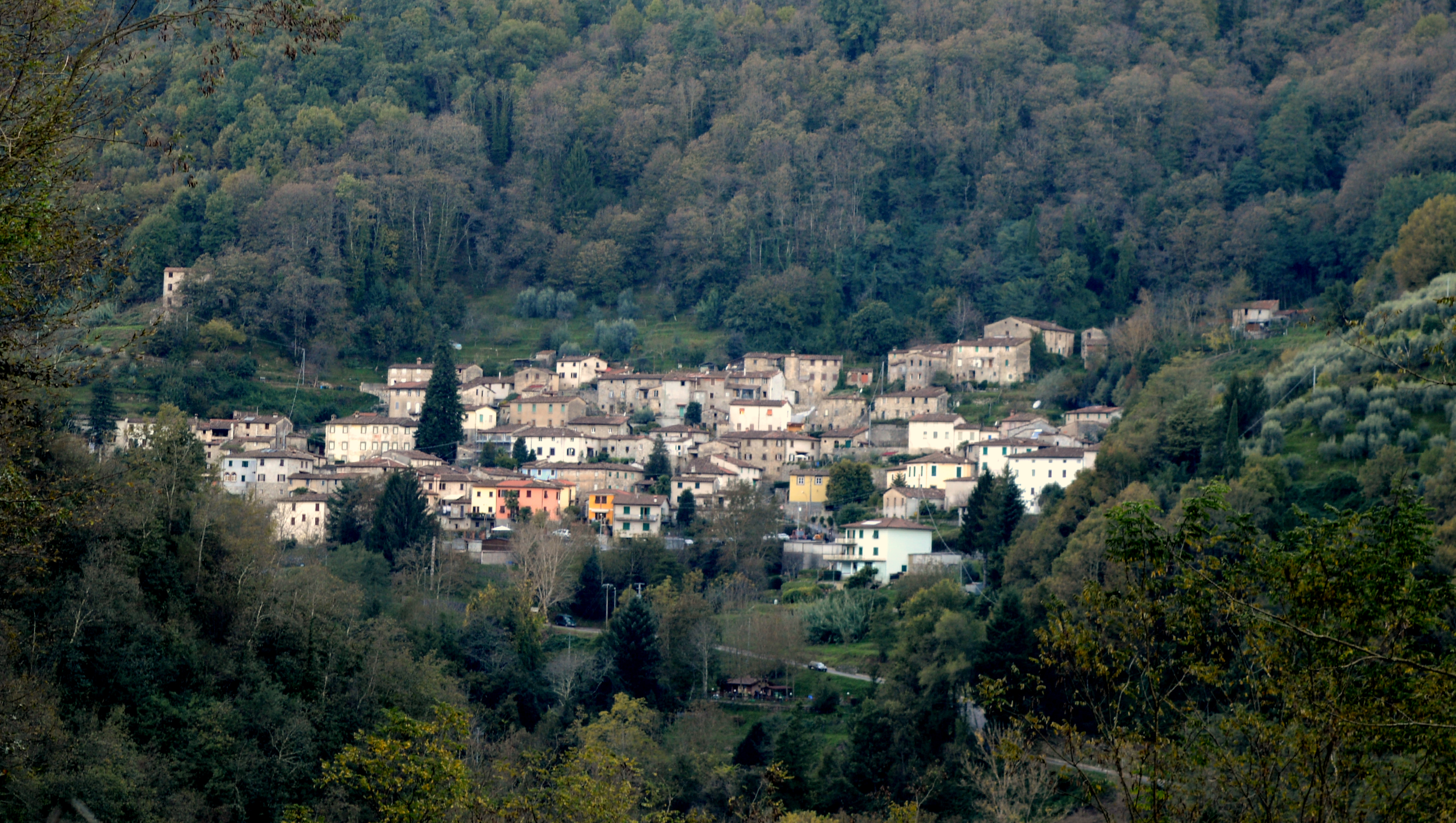
Convalle visto dalla strada comunale per Fiano e Loppeglia

Convalle è un piccolo paese di 90 abitanti situato nel comune di Pescaglia, da cui dista 3 chilometri. Come tutti i paesi situati nella zona montuosa settentrionale del comune ha subito un forte calo demografico negli anni '50 e '60; calo che perdura in modo minore fino ai giorni nostri e che ha ridotto a un terzo gli abitanti del borgo nel giro di 60 anni. Il borgo storicamente racchiude anche la località Trebbio e la località Piaggiori con le quali complessivamente raggiunge la quota di 194 abitanti. Il nucleo di Convalle si trova sulla sponda nord della Val Pedogna, distanziato di un chilometro dall'abitato di Trebbio che rimane nel fondovalle, sviluppandosi lungo la SP 32. La località Piaggiori si trova sempre sul versante nord della vallata, leggermente più a est rispetto al nucleo di Convalle.

## Monumenti e luoghi d'interesse
- Chiesa dei Santi Simone e Giuda Apostoli.

Risalente al 1158 e situata in posizione sopraelevata rispetto al nucleo abitativo di Convalle, è utilizzata oggi solamente per occasioni di particolare festività, data la posizione non comodamente raggiungibile.
- Oratorio di San Rocco. Utilizzato per le funzioni ordinarie, è situato nel nucleo abitativo di Convalle.
- Buca delle Molina, in località Piaggiori. È un complesso sotterraneo di interesse speleologico.